# Granville Township (Bradford County, Pennsylvania)

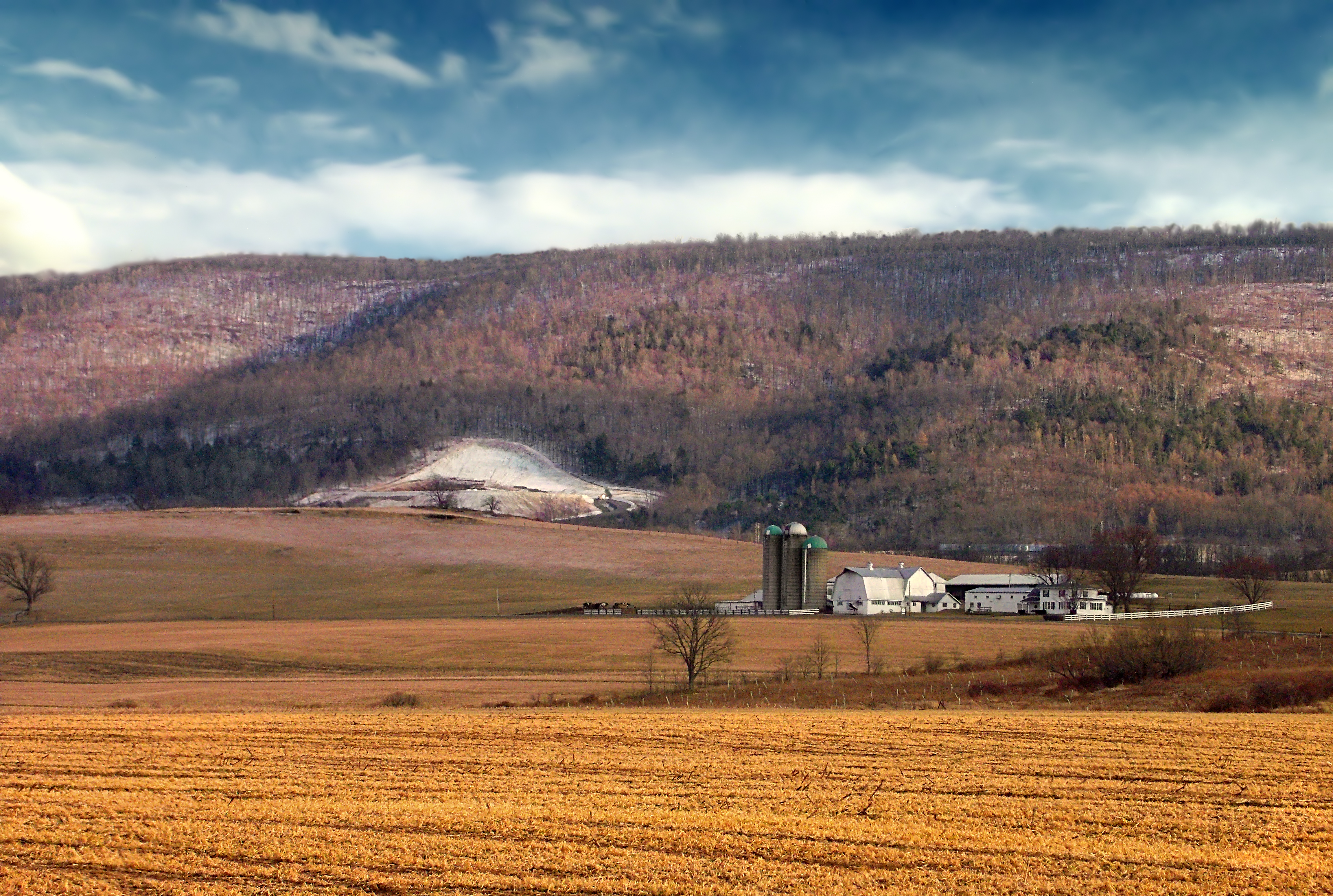

Granville Township ist eine Gemeinde in Bradford County, Pennsylvania, USA. Es ist Teil des Nordostens von Pennsylvania. Die Bevölkerungsanzahl betrug bei der Volkszählung 2020 899. Kinder, die in der Gemeinde wohnen, werden dem Schulbezirk Troy Area zugewiesen.

## Geografie
Nach Angaben des US-Volkszählungsamts, hat die Gemeinde eine Gesamtfläche von 64,0 km², von denen 63,8 km² Land und 0,1 km² oder 0,22 % Wasser ist.

## Persönlichkeiten
Vance Packard (1914–1996), Publizist